# Academia Mexicana de Artes y Ciencias Cinematográficas
Die Academia Mexicana de Artes y Ciencias Cinematográficas (AMACC) ist die mexikanische Akademie für Filmkunst und Kinematografie.

## Geschichte
Die Academia wurde offiziell nach bereits vorherigem Bestehen am 3. Juli 1946 in Mexiko-Stadt gegründet.

## Aufgaben
Zu den Aufgaben der AMACC zählt die Unterstützung von Arbeiten und Forschung auf dem Gebiet der Filmkunst und -wissenschaften. In diesem Rahmen verleiht die Institution auch jährlich den Premio Ariel. Aufgrund mangelnder Filmproduktionen in den Jahren von 1959 bis 1971, entfiel in diesem Zeitraum die Preisverleihung.

## Präsidenten
Von 2006 bis zu seinem Tod im Jahr 2011 war der Schauspieler Pedro Armendáriz Jr. Präsident der Academia.